# Coattivatore del recettore nucleare 1
Il coattivatore del recettore nucleare 1 (abbreviato in NCOA1 dalla corrispondente terminologia inglese Nuclear receptor coactivator 1) è una proteina ad attività trascrizionale coregolatoria. Frequentemente la NCOA1 viene anche chiamata SRC-1 (dall'inglese steroid receptor coactivator 1) perché interviene nei processi di trascrizione attivati dal recettore degli estrogeni.
La NCOA1 contiene specifici domini di interazione per i recettori nucleari ed è dotata di attività istone acetiltransferasi intrinseca.
La funzione del NCOA1 è quella di assistere e coadiuvare l'attivazione di specifiche sequenze di DNA una volta che queste siano state legate dal recettore estrogenico.

## Meccanismo
Quando l'estrogeno si lega al proprio recettore, questo passa in una conformazione attiva che permette il legame con determinate sequenze del DNA. Il recettore però da solo non è in grado di attivare la trascrizione, perciò sequenze promotrici (promoter) del DNA reclutano l'NCOA1 che si posiziona nel dominio E del recettore degli estrogeni, in particolare nella tasca formata dalle sezioni ad alfa elica H3 ed H4. Il complesso formato dal recettore e dal NCOA1 funge ora da attivatore della trascrizione, permettendo la lettura del DNA e la trascrizione genica.